# BV Brambauer
Der BV Brambauer (offiziell: Ballspielverein Brambauer 1913 e. V.) war ein Fußballverein aus dem Lüner Ortsteil Brambauer. Die erste Mannschaft spielte 14 Jahre lang in der höchsten westfälischen Amateurliga.

## Vereinsgeschichte

### Von der Gründung bis zur Vizewestfalenmeisterschaft (1913 bis 1962)
Der Verein wurde im März 1913 gegründet. In Anlehnung an den Verein Borussia Dortmund, der häufig schlicht als BVB bezeichnet wird, wurde der BV Brambauer auch als kleiner BVB bezeichnet. Erste überregionale Erfolge konnte der BV Brambauer bereits in den Dreißigern und Vierzigern verbuchen, als die Mannschaft von 1934 bis zum Kriegsende durchgängig in der zweithöchsten westfälischen Spielklasse aktiv war. Im Jahre 1947 gelang dem kleinen BVB der Aufstieg in die Landesliga, die damals die höchste Amateurliga Westfalens war. Bis zu 5.000 Zuschauer sahen die Heimspiele gegen namhafte Gegner wie Preußen Münster oder VfB 03 Bielefeld.
1954 schaffte die Mannschaft erst durch einen 5:2-Entscheidungsspielsieg über den VfL Witten den Klassenerhalt. Ein Jahr später folgte der Abstieg in die Bezirksklasse. 1959 gelang der Wiederaufstieg, dem in der folgenden Saison der Durchmarsch in die Verbandsliga folgte. Auch in der Verbandsliga hielt der Aufwärtstrend an. 1962 sicherte sich der kleine BVB durch einen 1:0-Entscheidungsspielsieg gegen den SC Dahlhausen die Meisterschaft der Verbandsliga II. Im Endspiel um die Westfalenmeisterschaft trafen die Brambauer auf Arminia Bielefeld. Einer 1:2-Hinspielniederlage in Bielefeld folgte ein torloses Unentschieden auf eigenem Platz.

### Jahre bis zur Fusion (1962 bis 2007)
Auch in der folgenden Spielzeit reichte es für den kleinen BVB zur Vizemeisterschaft in der Verbandsliga II hinter dem Lokalrivalen Lüner SV. In der folgenden Saison 1973/74 stieg die Mannschaft überraschend in die Landesliga ab. Bis zur Rückkehr in die Verbandsliga dauerte es zehn Jahre. Gleichzeitig erhielt das Stadion am Freibad einen Rasenbeleg, der mit einem Freundschaftsspiel gegen den 1. FC Köln eingeweiht wurde. Als abgeschlagener Tabellenletzter ging es sofort zurück in die Landesliga. Im Jahre 1977 gelang der Wiederaufstieg nach einem Entscheidungsspielsieg gegen die Amateure des FC Schalke 04. Ein Jahr später übernahm der ehemalige ungarische Nationalspieler Zoltán Varga das Traineramt und die Mannschaft wurde hochkarätig verstärkt. Finanziert wurde der Aufschwung durch den Unternehmer Rainer Puzicha.
Im Jahre 1980 erreichte der kleine BVB den vierten Platz. Zwei Jahre später folgte der Abstieg in die Landesliga, ehe die Brambaueraner in der folgenden Saison in die Bezirksliga durchgereicht wurden. Nach vielen Jahren in der Bezirksliga gelang im Jahre 1998 die Rückkehr in die Landesliga. Dort wurde der BVB 1998 und 2005 jeweils Vizemeister hinter dem SV Vorwärts Kornharpen und dem DSC Wanne-Eickel. Im Jahre 2007 wurde die Mannschaft erneut Vizemeister, dieses Mal hinter dem SV Herbede. In der Aufstiegsrunde gelang nach einem 3:1-Sieg über den Hasper SV der Aufstieg in die Verbandsliga. 

## Stadion

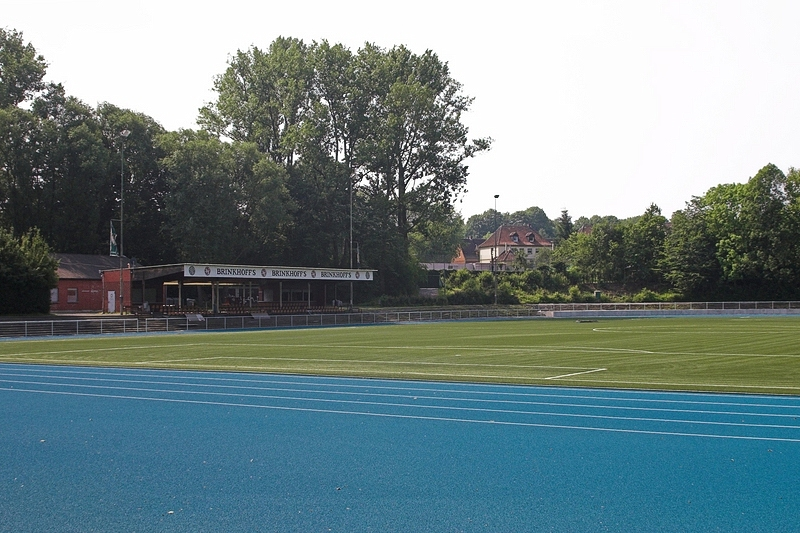
Blick auf die Haupttribüne

Heimstadion des BV Brambauer-Lünen war und ist die Glückauf-Arena im Lüner Ortsteil Brambauer. Das Stadion ist mit einem Kunstrasen ausgestattet, der über eine Zertifizierung mit FIFA-Gütesiegel verfügt. Das Fassungsvermögen der Glückauf-Arena beträgt ca. 3.500 Plätze (davon ca. 150 überdachte Sitzplätze). Außerdem verfügt sie über eine blaue Tartanlaufbahn mit vier Rundbahnen und sechs Bahnen auf der Zielgeraden, ein Tartan-Multifunktionsfeld und eine Weitsprunganlage. Bis 2007 trug die Glückauf-Arena den Namen Freibadstadion oder Stadion am Freibad.

## Personen
- Helmut Bracht
- Edmond Kasperski
- Horst Mühlmann
- Sandro Plechaty
- Hans-Joachim Pochstein
- Günter Riepert
- Oswald Semlits
- David Solga
- Zoltan Varga

## Nachfolgeverein BV Brambauer-Lünen / BV Brambauer 13/45
Gleichzeitig fusionierte der BV Brambauer mit dem Lokalrivalen FC Brambauer 45 und firmierte drei Jahre lang unter dem Namen BV Brambauer 13/45. Nach einer Satzungsänderung im Jahr 2010 wurde der Verein in BV Brambauer-Lünen umbenannt. Diese Umbenennung  wurde jedoch Anfang 2017 wieder rückgängig gemacht, so dass sich der Verein seit Ende Februar 2017 BV Brambauer 13/45 nennt.
Von 2007 bis 2012 spielte der BV Brambauer 13/45 bzw. BV Brambauer-Lünen in der fünftklassigen Westfalenliga, stieg dann jedoch in die siebtklassige Landesliga Westfalen ab. Ein Jahr später gelang nach einem 2:0-Entscheidungsspielsieg gegen den FC Lennestadt der Wiederaufstieg in die Westfalenliga. Es folgte der direkte Wiederabstieg, bevor die Mannschaft in der folgenden Saison 2014/15 in die Bezirksliga durchgereicht wurde. Nach einigen Jahren in der oberen Tabellenhälfte musste die Mannschaft im Jahre 2022 in die Kreisliga A absteigen.